# Ilk (Ungheria)
Ilk  è un comune dell'Ungheria di 1 263 abitanti (dati 2001). È situato nella contea di Szabolcs-Szatmár-Bereg.